# Breeders' Cup

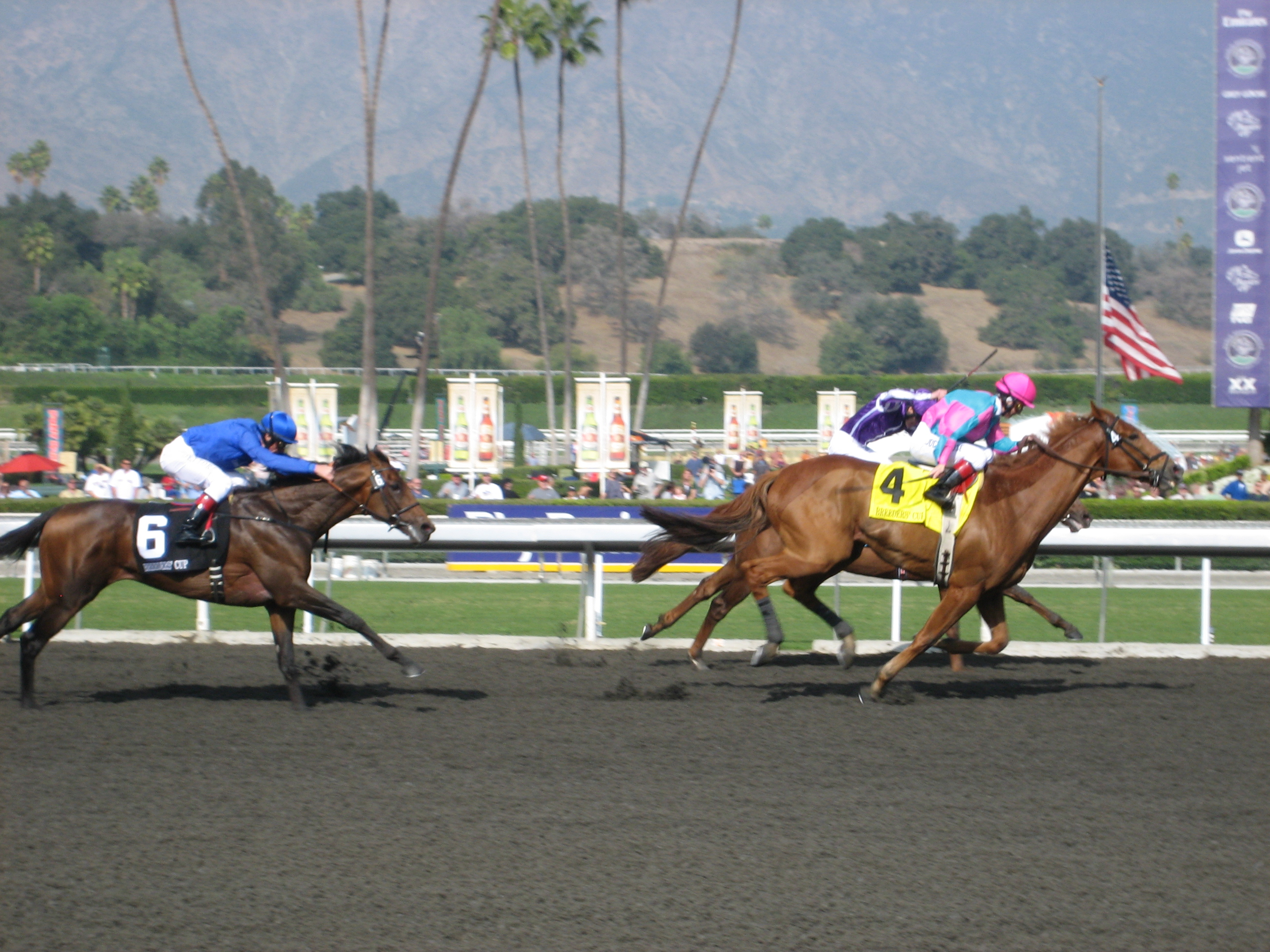
Breeders' Cup 2009 en Santa Anita

La Breeders' Cup (en español: Copa de Criadores) es un meeting de carreras de caballos que se disputa en Estados Unidos desde 1984. Es uno de los eventos hípicos más populares del país, superado únicamente por la Triple Corona (Kentucky Derby, Preakness Stakes y Belmont Stakes).
Se realiza al final de la temporada hípica, entre finales de octubre y principios de noviembre. Originalmente la reunión duraba un día, pero en 2007 se amplió a dos días. La sede de la Breeders' Cup varía cada año, siendo las más habituales Santa Anita Park y Churchill Downs.
Originalmente la reunión se componía de ocho carreras. En 2007 se comenzaron a agregar más carreras, por lo que la reunión pasó a celebrarse en dos días. Actualmente el evento consiste en trece carreras, la mayoría de las cuales tienen una bolsa de premios de 2 millones de dólares. En cada carrera participan 14 caballos, que se clasifican a través de una serie de carreras llamadas Breeders' Cup Challenge así como por carreras de primer nivel nacional You win, you are in, que automáticamente invita al ganador.
La Breeders' Cup fue creada por John Ryan Gaines, fundador de la National Thoroughbred Association. Se emitió por televisión en Estados Unidos por la cadena de aire NBC desde 1984 hasta 2005. Luego ESPN transmitió desde 2006 hasta 2011, y NBC Sports Network a partir de 2012, aunque las carreras principales permanecieron en el aire en ABC y NBC respectivamente. 
La edición de 2023 se celebrará los próximos 3 y 4 de noviembre en Santa Anita Park.

## Carreras

### Actuales
El meeting se compone de las siguientes carreras:
- Breeders' Cup Classic - 10/8 millas, arena, US$ 5 000 000.
- Breeders' Cup Turf 	- 12/8 millas, turf, US$ 3 000 000.
- Breeders' Cup Sprint 	- 6/8 millas, arena, US$ 2 000 000.
- Breeders' Cup Mile 	- 1 milla, turf, US$ 2 000 000.
- Breeders' Cup Dirt Mile - 1 milla, arena, US$ 1 000 000.
- Breeders' Cup Turf Sprint - 13/16 millas, turf, US$ 1 000 000.
- Breeders' Cup Distaff - 9/8 millas, arena, US$ 2 000 000.
- Breeders' Cup Filly & Mare Turf - 11/8 millas, turf, US$ 2 000 000.
- Breeders' Cup Filly & Mare Sprint - 7/8 milla, arena, US$ 1 000 000.
- Breeders' Cup Juvenile - 17/16 millas, arena, potrillos, US$ 2 000 000.
- Breeders' Cup Juvenile Fillies - 17/16 millas, arena, potrancas, US$ 2 000 000.
- Breeders' Cup Juvenile Turf - 1 milla, turf, potrillos, US$ 1 000 000.
- Breeders' Cup Juvenile Fillies Turf - 1 milla, turf, potrancas, US$ 1 000 000.

### Pasadas
En el pasado, el meeting también incluyó las siguientes carreras:
- Breeders' Cup Marathon (de 2008 a 2013)
- Breeders' Cup Juvenile Sprint (2011 y 2012)